# 辛斯海姆戰役
辛斯海姆戰役發生於1674年6月16日，是法荷戰爭中萊茵戰線的一場戰役，蒂雷納子爵率領的法軍成功阻止了帝國軍隊的會合。帝國軍隊在未能阻止法軍的進攻後慌忙撤退，僅在戰場戰死者就達到2,000多人，同時還有600名士兵和所有行李被俘。

## 前奏
1674年，當大部分的法軍被調集到荷蘭（與大孔代一起）和弗朗什孔泰（與路易十四一起）時，蒂雷納子爵被賦予了以極少兵力對抗神聖羅馬帝國龐大軍隊的任務。由於不同意路易十四的戰略，他認為阿爾薩斯是一個高度戰略性的地方，他想不惜一切代價避免入侵。因此，他將主動進攻而不是消極防守，以防止阿爾薩斯成為戰場。
從萊阿格瑙山出發，蒂雷納率領6,000名騎兵和1,500名步兵在一座浮橋上渡過了菲利普斯堡附近的萊茵河。他在五天內完成了160公里的行軍，追上了卡巴羅拉元帥率領的7,000名騎兵和2,000名步兵，並阻止他們與大部隊會合。

### 引用
1. ↑  de Périni 1894，第72頁.
2. 1 2  de Périni 1894，第78頁.
3. ↑  Longueville 1907，第335頁.
4. ↑  Zabecki, David (编). . ABC-CLIO. 2014: 1088. ISBN 978-1598849806.

### 書籍
- John Childs, La guerre au louis XIV, Autrement, Atlas des Guerres, 2004.
- Jean Bérenger. . Paris. 1987. ISBN 978-2-213-01970-3 （法语）.
- Gaston Bodart, Losses of life in modern wars : Austria-Hungary : France, Oxford : Clarendon Press, 1916.
- de Périni, Hardy. . Paris: HACHETTE LIVRE-BNF. 1894.
- Longueville, Thomas. . Robarts - University of Toronto. London: Longmans, Green. 1907.